# Panafrolepta
Panafrolepta là một chi bọ cánh cứng trong họ Chrysomelidae.
Chi này được miêu tả khoa học năm 2006 bởi Mertgen & Wagner.

## Các loài
Chi này gồm các loài:
- Panafrolepta dahlmani (Jacoby, 1899)